# タルトゥ条約
タルトゥ条約（エストニア語: Tartu rahu、フィンランド語: Tarton rauha、ロシア語: Тартуские мирные договоры）は、ロシア・ソビエト連邦社会主義共和国が、それまでロシア帝国の支配下に置かれていたエストニアやフィンランドの独立を承認した条約。タルトゥ平和条約とも称される。エストニアに関しては、本条約の国境線ではなく、現在のロシア連邦が主張する国境線（ソ連時代の国境線）で、2013年10月最終的に国境が確定した。
ボリシェヴィキとエストニアが休戦（1920年1月1日）、フィンランド内戦が終結した後、エストニアのタルトゥで交渉され本条約が締結された。この条約により国境画定や財産移転といった諸問題が解決された。

## エストニアとのタルトゥ条約
1920年2月2日、ソヴィエト政権とエストニアの間で結ばれた条約である。この条約の第2条で、初めて法的にエストニアの独立が承認された（前年に行われたパリ講和会議では、エストニア代表団の会議参加は認められず、その独立も法的には承認されていなかった）。また、この条約において、ナルヴァ川以東のイヴァンゴロドなどの地区と、ペイプシ湖南部のペツエリ地方がエストニアの領土に加えられた。

### 条約締結の影響

#### エストニア
エストニアは、この条約を結んだ後、同年のうちにイギリス・フランス・イタリア・日本といった、パリ講和会議における有力国からも法的な独立を認められた。アメリカはエストニアの法的な独立承認について消極的であったが、翌1921年に独立を承認した。こうしてこの条約をきっかけに国際社会におけるエストニアの地位が定まった。

#### ソヴィエト政権
他方のソヴィエト政権にとってもこの条約は権力奪取後初めての国際条約締結であり、これがソヴィエトの国際的地位の確立に向かう第一歩となった。

### エストニア独立回復期
1940年夏に、エストニアはソ連の支配下に入ったが、1980年代後半に入るとペレストロイカの影響で独立運動が加速。条約締結からちょうど70年となる1990年2月2日、「代議員合同総会」が開かれ70年前のタルトゥ条約の有効性が宣言された。しかし、ソ連側はこれを認めなかった。エストニアは1991年にソ連から独立回復を達成した。
エストニア領はソ連時代にタルトゥ条約の国境線よりも西方に移動したため（国土が5％縮小）、独立回復後にロシアと国境問題になった。争点はエストニア領土を定めた1920年のタルトゥ条約が有効かという点だった。ロシア側主張では、エストニアがソ連支配下に入ったのが「自発的」だったのでタルトゥ条約は無効、エストニア側主張では、強制的併合だったのでタルトゥ条約は有効と、双方が主張した。
ロシアにとっては国境画定が重要でなかったこともあり、領土交渉は長引いていた。しかしEU加盟を優先するエストニア政府は結局1996年11月に領土返還要求を放棄し、2005年5月、ソ連時代の国境線で合意した。しかし、エストニア側が国内の批准法に「ソ連の侵略の犠牲となった」との前文を盛り込んだため、ロシア側が非難して協議が宙に浮いた。
2014年2月18日、ラヴロフとパエトの両国外相は、旧ソ連時代の国境線に従って両国国境を画定する条約に署名した。これに従ってエストニア議会は国境条約批准プロセスを進めたが、その後はロシア側がエストニアの「反露感情」について抗議を繰り返し、2019年に至っても批准プロセスは停滞したままとなっている。

## フィンランドとのタルトゥ条約

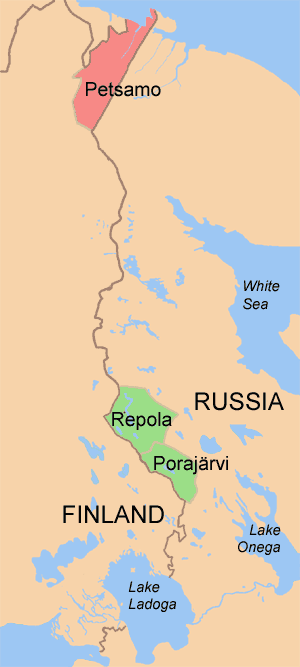
タルトゥ条約により画定された国境。赤部分は新たにフィンランド領、緑部分はソヴィエト領となった地域

フィンランド内戦終結後の1920年10月14日、ソヴィエト政権とフィンランドとの間で新たにタルトゥ条約が締結された。交渉には4ヶ月を要した。この条約によって両者間の国境が画定された。画定された国境は、かつてのフィンランド大公国とロシア帝国の間の国境を元としたものであった。
この条約は冬戦争が起こった1939年、ソヴィエト連邦によって破棄された。